# Manuel Feijóo
Manuel Feijóo Aragón (Madrid, 27 de junio de 1977) es un artista, presentador, conferenciante y guionista español.

## Biografía

### Primeros pasos
Manuel nace en el seno de una familia de gran tradición dentro del mundo del espectáculo. Por parte de padre es hijo, nieto y bisnieto de empresarios circenses, la saga de los Feijóo. Por parte de madre pertenece a la Familia Aragón, famosa saga de artistas cuyo origen se remonta al primer tercio del siglo XVIII, en Francia.  
Manuel, hijo de Rita Irasema y nieto del payaso Miliki, aparece por primera vez ante una cámara con tan sólo seis meses de edad en el programa de El Gran Circo de RTVE. Con trece meses de edad hace su debut sobre la pista de un circo de la mano de su abuelo. Entre 1986 y 1990 se incorpora sobre los escenarios a los espectáculos musicales de su abuelo y su madre, interpretando pequeños papeles y "aprendiendo el oficio".
En los noventa, de nuevo con Miliki y Rita, interviene de forma esporádica en los programas infantiles de televisión La merienda (1990), La Guardería (1990) y Superguay (1991).

### Comienzo profesional
Debuta profesionalmente como guionista en la serie Menudo es mi padre (1996, Antena 3). Tras su paso por la serie Más que amigos (1997, Tele 5) y la serie de animación Defensor 5 (2000, TVE), se incorpora al equipo de guion de la multipremiada serie Compañeros (1998-2002, Antena 3). Allí, tiene la oportunidad de debutar como actor, compaginando así durante más de 60 capítulos las facetas de guionista y actor de la serie simultáneamente. Feijóo interpreta a un adolescente cabal y con aspiraciones a prestidigitador, que se integra en la pandilla del colegio Azcona. El actor repitió personaje en la versión cinematográfica, titulada No te fallaré (2001), film del que es también argumentista. Paralelamente a su trabajo en Compañeros, participa como presentador en del concurso Megalíneas, sección del programa contenedor infantil Megatrix (2000, Antena 3), o en especiales en directo del canal Factoría de Ficción, tales como Así se hace Periodistas o Así se hace Siete Vidas.

### Giro hacia el mundo del monólogo cómico
Tras la cancelación de la serie, Feijóo da un giro a su carrera convirtiéndose en cómico monologuista. Produce, dirige e interpreta el espectáculo La gran evasión (2003-2010), show de monólogos con más de 450 representaciones en su haber.
Paralelamente, continúa compaginando sus vocaciones de actor y guionista en series como Tres son multitud (2003, Telecinco), El pasado es mañana (2005, Telecinco), o con colaboraciones especiales en series tales como Yo soy Bea o Cuenta Atrás.

### Creativo de televisión
A partir de 2005, Manuel comienza a desarrollar programas de televisión de forma independiente. Crea el formato de Street Magic Il·lusionadors (2006, TV3), el programa de viajes y humor Los Escapistas (2007-2008, AXN), y la serie de animación e imagen real Manu y Monkey (2008, Disney Channel).

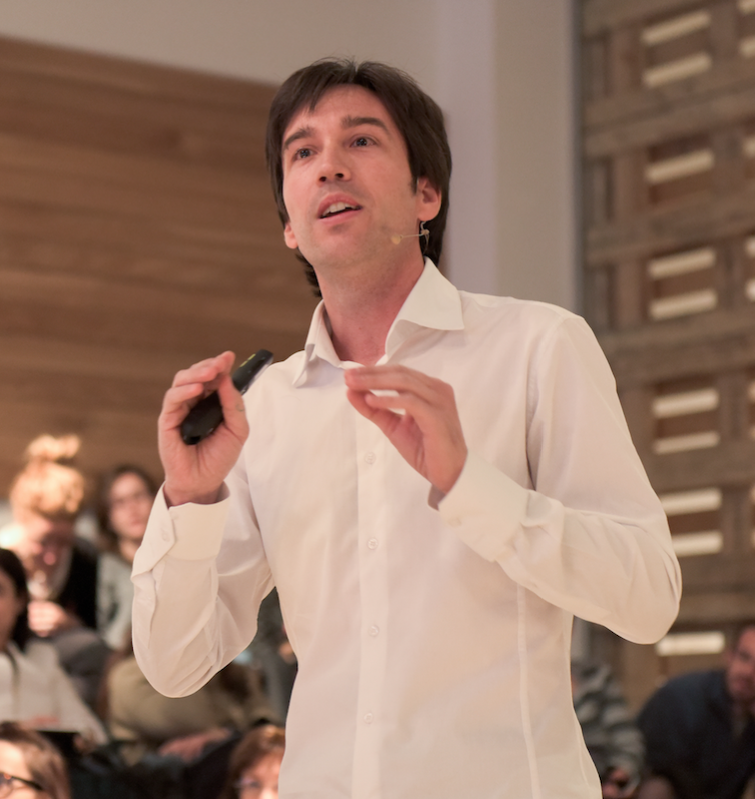
Manuel Feijóo imparte su conferencia "La vida es como un circo" el 9 de marzo de 2016 en Madrid.

Desde 2010 su carrera ha estado focalizada en desarrollar, escribir, producir o protagonizar programas de televisión para todo tipo de canales, ya sean regionales, nacionales o internacionales.

### Guionista de cine
En 2008 coescribe junto a Beatriz González Cruz el film Carlitos y el campo de los sueños (2008), película ganadora de más de 20 premios internacionales.
En 2017 estrena Hawaii, coescrita igualmente junto a Beatriz González Cruz, película con más de 20 premios internacionales entre los que figuran 2 premios al mejor guion: Premio al mejor guion en el 12th Goddess on the Throne film festival (Kosovo, 2019), y Premio al mejor guion en el Peterhof Film Festival (Rusia, 2019)

### En Netflix
El 21 de octubre de 2021 estrena su primer reality show como cocreador: "Insiders" (Netflix). El proyecto es estrenado a escala global.

### Actividad como conferenciante
Manuel es, además, presentador de eventos de empresa, moderador y conferenciante. Sus charlas giran alrededor de temas tales como la motivación, la creatividad, y la comunicación. 
Su conferencia "La vida es como un circo" -cuyo tema central es la capacidad que toda persona o empresa tiene para renovarse- expone el "life case" único que encarnaron los hermanos Gaby, Fofó y Miliki. Según Manuel, no existe una marca de payasos que llegara tan lejos como llegaron ellos: Pioneros de la televisión, Gaby, Fofó y Miliki terminaron sus carreras con más de 70 premios internacionales (incluyendo dos Grammy Latinos) y aún hoy, casi 40 años después de la separación del grupo, sus canciones se siguen transmitiendo de generación en generación. Son un business case único. 
Su conferencia "Toda aventura comienza por un SÍ" habla del poder del "sí", de la actitud positiva ante la vida y circunstancias, a la hora de luchar por los sueños y metas personales.
Ambas charlas han sido grabadas dentro de las prestigiosas conferencias TEDx.

### Compromiso con la Magia
Manuel cree firmemente que el ilusionismo es tanto un arte como una poderosa herramienta educativa. Sus principales trabajos en este campo han sido la creación y coordinación del programa de magia Los Ilusionadores (Il·lusionadors, 2006) en el que cuatro magos ilusionaban a los habitantes de Barcelona sorprendiéndoles en la calle con sus juegos, y el programa Magic Manía (2014), en el que el torpe y mudo mago Monano (interpretado por Manuel) enseña a los más pequeños de la casa a fabricarse sus propios aparatos de magia. Es parte del equipo creativo de la Caja de Magia iMagicBox, y en las Navidades 2017-18 ha debutado como ilusionista en la pista de un circo, en la producción Circo Mágico, actuando ante más de 150.000 espectadores.

### Actualidad
Manuel trabaja actualmente como presentador, conferenciante y guionista, tanto en el sector audiovisual como en congresos y foros corporativos. 
Desde 2024, escribe, dirige y presenta el video-podcast "Hablando Bonito", del que es autor.

## Carrera

### Televisión - Ficción
| Año       | Serie                                  | Créditos                                        | Canal               |
| --------- | -------------------------------------- | ----------------------------------------------- | ------------------- |
| 1996-1997 | Menudo es mi padre                     | Guionista                                       | Antena 3            |
| 1997      | Más que amigos                         | Guionista                                       | Telecinco           |
| 2001      | Defensor 5                             | Creador y guionista                             | RTVE                |
| 1998-2002 | Compañeros                             | Guionista y actor                               | Antena 3            |
| 2003      | Tres son multitud                      | Guionista y actor.                              | Telecinco           |
| 2005      | El pasado es mañana                    | Actor                                           | Telecinco           |
| 2005      | Estudio uno: Escuadra hacia la muerte  | Actor                                           | RTVE                |
| 2008      | Cuenta Atrás                           | Actor                                           | Cuatro              |
| 2008      | Manu & Monkey                          | Creador y guionista                             | Disney Channel      |
| 2008      | Dos de Mayo, la libertad de una nación | Guionista                                       | FORTA               |
| 2017      | Colegas                                | Creador, productor ejecutivo, guionista y actor | RTVE Digital        |
| 2021      | Física o química: El reencuentro       | Actor                                           | Atresplayer Premium |

### Televisión - No Ficción
| Año  | Serie                                         | Créditos                                   | Canal          |
| ---- | --------------------------------------------- | ------------------------------------------ | -------------- |
| 1990 | Superguay                                     | Presentador, sección "Los Rompesuelas"     | Telecinco      |
| 1999 | El Club de la Comedia                         | Cómico                                     | Canal +        |
| 2001 | Club Megatrix                                 | Presentador, sección "Megalíneas"          | Antena 3       |
| 2001 | Gala Unicef, Navidades animadas               | Él mismo                                   | RTVE           |
| 2001 | Así se hace... Siete Vidas                    | Presentador                                | FdF            |
| 2001 | Así se hace... Periodistas                    | Presentador                                | FdF            |
| 2006 | Ilusionadores                                 | Creador y Coordinador de contenidos        | TV3            |
| 2007 | Los Escapistas                                | Creador, guionista y presentador           | AXN            |
| 2008 | El largo camino de regreso, la vida de Miliki | Guionista y director                       | Antena 3       |
| 2014 | Magic Mania                                   | Creador, guionista, director y presentador | Disney Channel |
| 2014 | ¡Qué noche la de Reyes!                       | Dirección de contenidos (Veralia)          | RTVE           |
| 2014 | Fun & Serious Game Festival                   | Guionista                                  | RTVE           |
| 2015 | Sopa de Gansos                                | Cómico                                     | Fdf            |
| 2015 | Fun & Serious Game Festival                   | Guionista                                  | RTVE           |
| 2015 | ¿Bailamos? Da el primer paso                  | Dirección de contenidos (Veralia)          | Canal Sur      |
| 2015 | Enciende tu Navidad                           | Dirección de contenidos (Veralia)          | RTVE           |
| 2016 | Dime qué fue de ti                            | Desarrollo                                 | RTVE           |
| 2017 | ¿Qué se cuece, Olaf?                          | Guionista                                  | Disney Channel |
| 2018 | Gala Inocente, Inocente                       | Presentador piezas digitales               | RTVE           |
| 2021 | Insiders                                      | Cocreador                                  | Netflix        |

### Cine
| Año  | Película                          | Créditos                        |
| ---- | --------------------------------- | ------------------------------- |
| 2001 | No te fallaré                     | Argumentista y actor            |
| 2001 | Cachito Mío (Cortometraje)        | Productor, guionista y director |
| 2003 | Perro (Cortometraje)              | Productor, guionista y director |
| 2004 | Imago (Cortometraje)              | Actor                           |
| 2005 | Para que no me olvides            | Actor                           |
| 2006 | Pobre juventud                    | Actor                           |
| 2008 | Carlitos y el campo de los sueños | Guionista                       |
| 2017 | Hawaii                            | Guionista                       |

### Espectáculos
| Año       | Espectáculo                      | Créditos                    | Notas                                       |
| --------- | -------------------------------- | --------------------------- | ------------------------------------------- |
| 1986      | La vuelta al mundo en 80 minutos | Actor                       | Espectáculo junto con Miliki y Rita Irasema |
| 1987      | El fantasma de la sopera         | Actor                       | Espectáculo junto con Miliki y Rita Irasema |
| 1988      | El flautista de Hamelín          | Actor                       | Espectáculo junto con Miliki y Rita Irasema |
| 1989      | Una sonrisa y una flor           | Actor                       | Espectáculo junto con Miliki y Rita Irasema |
| 1999      | Uno y una son tres               | Actor                       | Espectáculo junto con Miliki y Rita Irasema |
| 2003-2010 | La Gran Evasión                  | Actor, productor y director | Show de monólogos cómicos                   |
| 2011      | Imagine                          | Actor                       | Función teatral junto con Lara de Miguel    |
| 2012      | Mi tío no es normal              | Actor                       | Función teatral junto con Pedro Reyes       |
| 2017-18   | Circo Mágico                     | Ilusionista                 | Espectáculo de circo                        |